# Kamení
Kamení je malá vesnice, část obce Pěnčín v okrese Liberec. Nachází se asi tři kilometry severně od Pěnčína. Kamení je také název katastrálního území o rozloze 2,5 km². V katastrálním území Kamení leží i Albrechtice, Červenice a Zásada.

## Historie
První písemná zmínka o vesnici pochází z roku 1677.
V letech 1869–1950 k obci příslušela ves Albrechtice.

## Pamětihodnosti
- Socha sv. Barbory
- Kamení, čp. 9 – rodný dům Václava Laurina (dům opatřen pamětní deskou)

## Osobnosti
- Václav Laurin (1865 Kamení – 1930 Praha), český průmyslník
- František Fanta (* 1919 Kamení), pilot RAF[6]